# Vrouwenstemrecht in Zwitserland

Resultaten van het referendum van 7 februari 1971 over het vrouwenstemrecht.

Het vrouwenstemrecht in Zwitserland werd op federaal niveau ingevoerd in een referendum op 7 februari 1971 en trad op 16 maart 1971 formeel in werking. Op kantonnaal niveau verkregen vrouwen stemrecht op verschillende momenten tussen 1959 en 1990. Zwitserland was daarmee een van de laatste landen in Europa die aan vrouwen het recht toekende om te stemmen, doch was het het eerste land waarbij dit recht werd ingevoerd door een referendum onder het mannelijk deel van de bevolking.
Op federaal vlak werd het vrouwenstemrecht in 1959 in een referendum verworpen. Op dat moment kenden enkel de kantons Vaud, Neuchâtel en Genève reeds het vrouwenstemrecht op kantonnaal niveau.
Op kantonnaal niveau zou het nog tot 1990 duren voor alle kantons vrouwenstemrecht zouden invoeren. Het laatste kanton waar vrouwen stemrecht kregen was Appenzell Innerrhoden, nadat het Bondsgerechtshof op 27 november 1990 het uitsluiten van het vrouwenstemrecht ongrondwettelijk had bevonden. Enkele maanden eerder, op 29 april 1990, had een meerderheid van de mannen in de Landsgemeinde van dat kanton nog tegen de invoering van het vrouwenstemrecht gestemd.
De belangrijkste reden voor de late toekenning van het stemrecht aan de Zwitserse vrouwen ligt in het politiek systeem van Zwitserland, waarbij grondwetswijzigingen moeten worden goedgekeurd door zowel de bevolking als de kantons. Daarbij was telkens een meerderheid van het bestaande (mannelijke) electoraat vereist, en op federaal niveau ook nog een meerderheid van de kantons. Een ander obstakel was de Zwitserse Grondwet, die het stemrecht koppelde aan de militaire dienstplicht. Wie niet dienstplichtig was, werd van de actieve burgerrechten uitgesloten.

## Activistes
Onder meer volgende personen waren actief als activisten voor het vrouwenstemrecht: Hulda Autenrieth-Gander, Beatrice Bölsterli-Ambühl, Hilde Vérène Borsinger, Alix Choisy-Necker, Agnes Debrit-Vogel, Jeanne Eder-Schwyzer, Maria Felchlin, Elisabeth Flühmann, Marthe Gosteli, Emma Graf, Marie-Claude Leburgue, Ludomila Alexandrowna Scheiwiler-von Schreyder (Thurgauischen Frauenstimmrechtsverein), Jeanne Schwyzer-Vogel, en Alice Wiblé.
Maria Crönlein was als feministe een tegenstander van het vrouwenstemrecht. Ook journaliste Suzanne Besson (1885-1957) kantte zich tegen het vrouwenstemrecht.

## Chronologisch overzicht
| Datum invoering                                                               | Kanton                                                                 |
| ----------------------------------------------------------------------------- | ---------------------------------------------------------------------- |
| 1 februari 1959                                                               | Vaud                                                                   |
| 27 september 1959                                                             | Neuchâtel                                                              |
| 6 maart 1960                                                                  | Genève                                                                 |
| 26 juni 1966                                                                  | Basel-Stadt                                                            |
| 23 juni 1968                                                                  | Basel-Landschaft                                                       |
| 19 oktober 1969                                                               | Ticino                                                                 |
| 12 april 1970                                                                 | Wallis                                                                 |
| 25 oktober 1970                                                               | Luzern                                                                 |
| 15 november 1970                                                              | Zürich                                                                 |
| 7 februari 1971                                                               | Zwitserland (op federaal niveau) Aargau, Fribourg, Schaffhausen en Zug |
| 2 mei 1971                                                                    | Glaris                                                                 |
| 6 juni 1971                                                                   | Solothurn                                                              |
| 12 december 1971                                                              | Bern en Thurgau                                                        |
| 23 januari 1972                                                               | Sankt Gallen                                                           |
| 30 januari 1972                                                               | Uri                                                                    |
| 5 maart 1972                                                                  | Schwyz en Graubünden                                                   |
| 30 april 1972                                                                 | Nidwalden                                                              |
| 24 september 1972                                                             | Obwalden                                                               |
| 30 april 1989                                                                 | Appenzell Ausserrhoden                                                 |
| 27 november 1990                                                              | Appenzell Innerrhoden (door een beslissing van het Bondsgerechtshof)   |
| Het kanton Jura, opgericht in 1979, heeft altijd het vrouwenstemrecht gekend. |                                                                        |